# Transporte ferroviario urbano

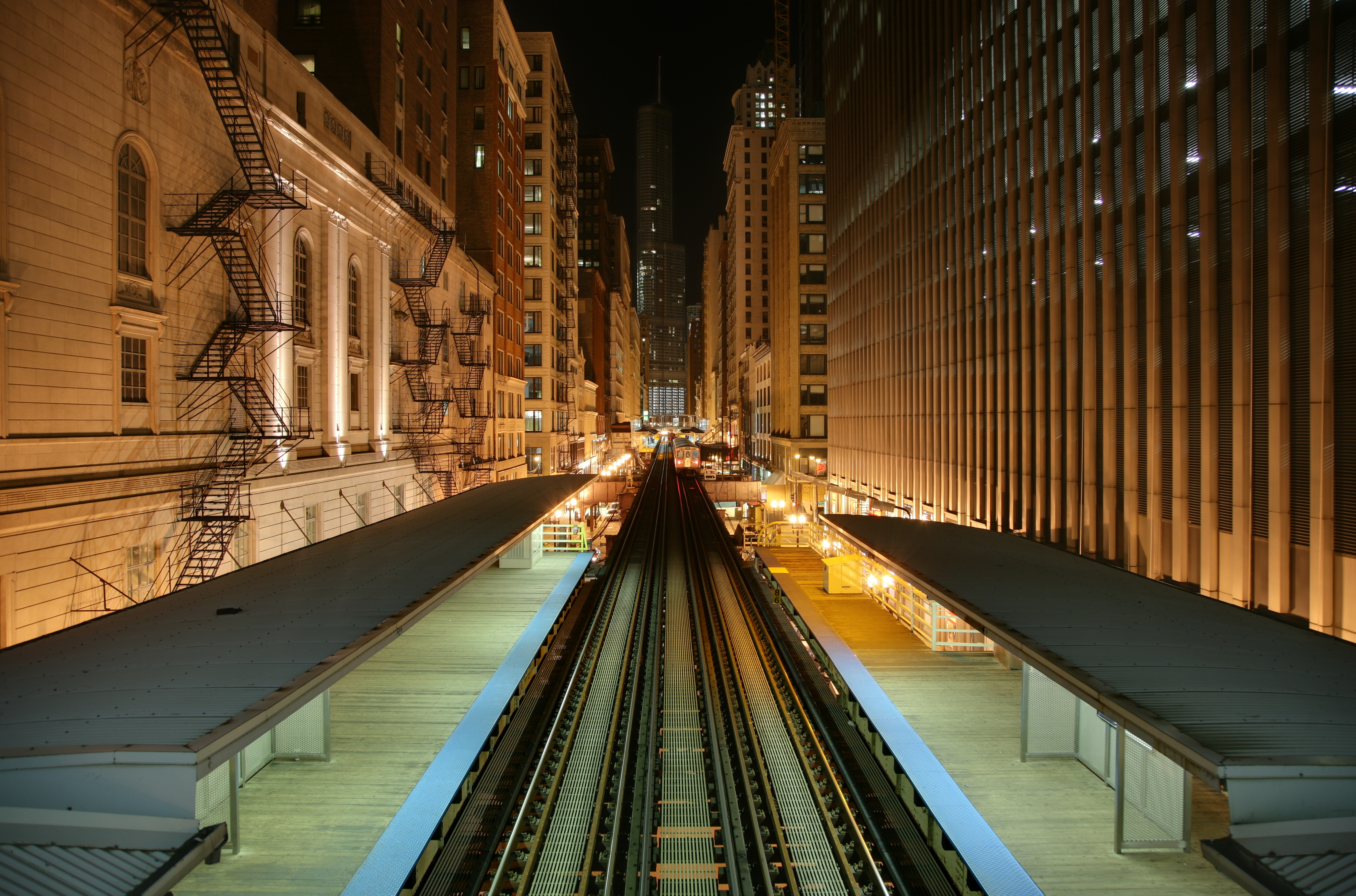
Vista hacia el norte del Metro de Chicago desde Adams/Wabash en el Chicago Loop.

El transporte ferroviario urbano es un término global que abarca diversos tipos de sistemas ferroviarios locales que prestan servicio a pasajeros dentro y alrededor de las zonas urbanas o suburbanas. El conjunto de sistemas ferroviarios urbanos puede subdividirse a grandes rasgos en las siguientes categorías, que a veces se superponen porque algunos sistemas o líneas tienen aspectos de múltiples tipos.

## Tipos de transporte ferroviario urbano

### Tranvía

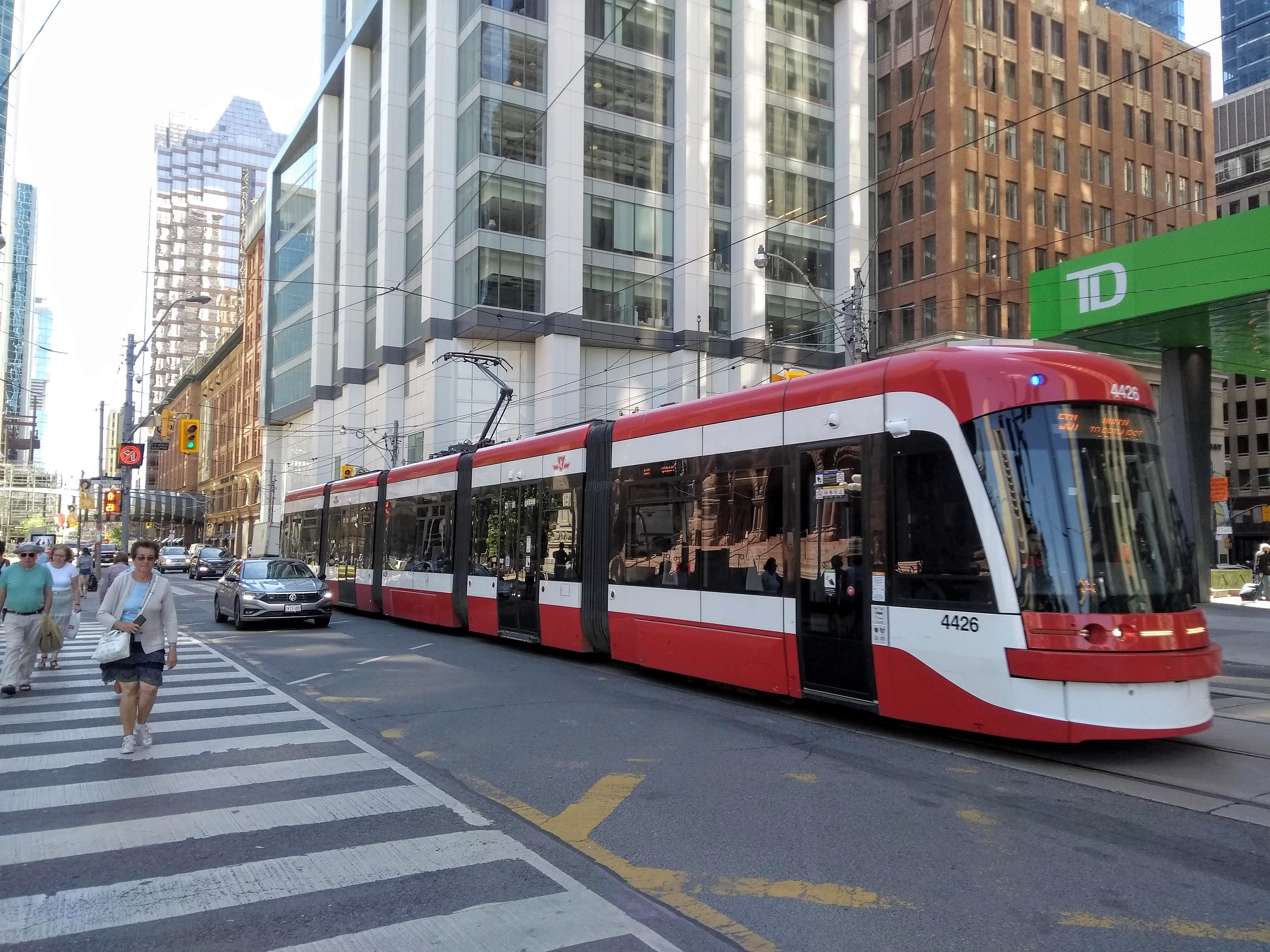
Toronto posee una extensa red de tranvías.

Un tranvía es un sistema de transporte basado en el ferrocarril que circula principal o completamente a lo largo de las calles, con una capacidad relativamente baja y paradas frecuentes; sin embargo, los tranvías modernos tienen una mayor capacidad de pasajeros que los tranvías tradicionales. Los pasajeros suelen subir a nivel de la calle o del bordillo de la acera, aunque los tranvías de piso bajo pueden permitir subir a nivel de la calle. Las líneas de mayor distancia se denominan interurbanas o líneas radiales. Los tranvías modernos también funcionan como  trenes autopropulsados acoplados a través de una unidad múltiple en lugar de tranvías individuales y suelen incluirse dentro del término más amplio tren ligero, no obstante, se diferencian de estos en que los tranvías comparten con frecuencia la plataforma con el tráfico vehicular y no tienen prioridad semafórica.
El término tranvía se utiliza en la mayor parte del mundo. En Norteamérica, estos sistemas se denominan "streetcar" o "trolley"; en Alemania, estos sistemas se llaman "Straßenbahn" que literalmente se traduce como "tren de la calle" o "ferrocarril de la calle".

### Tren ligero

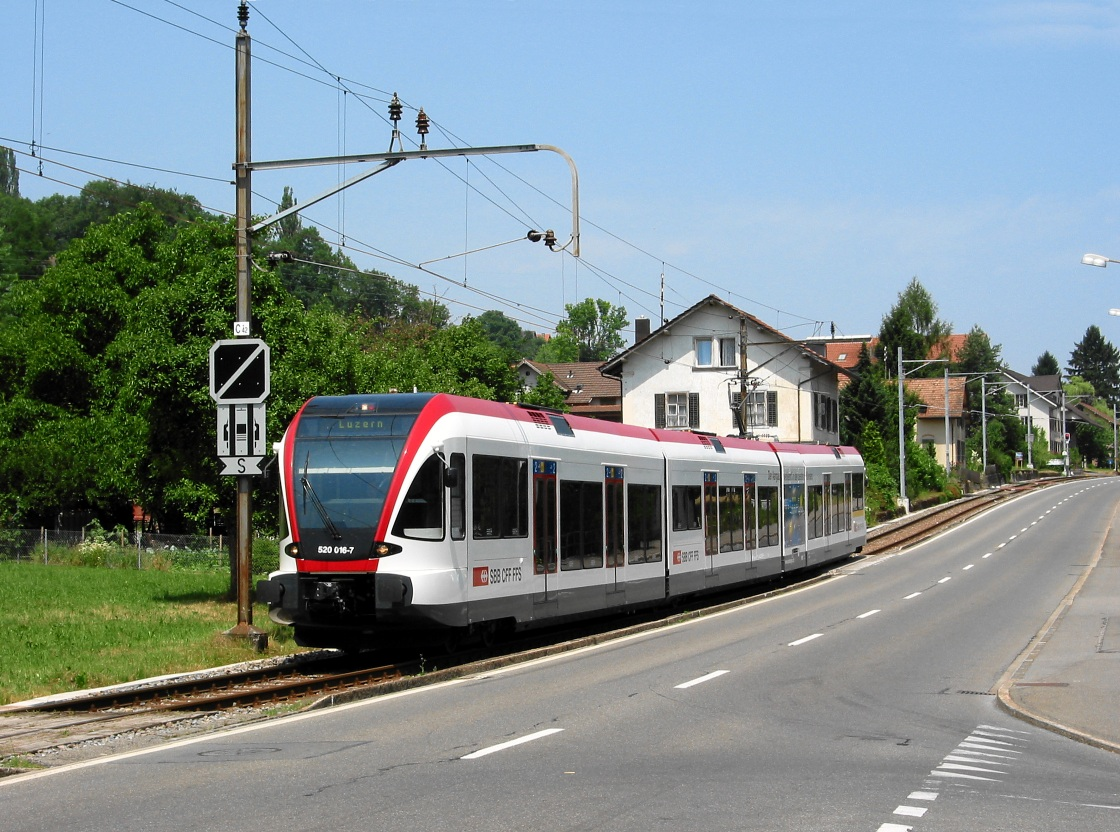
Tren ligero Stadler GTW en el Cantón de Argovia, Suiza.

Un tren ligero es un sistema de transporte basado en el ferrocarril que tiene mayor capacidad y velocidad que un tranvía, normalmente operando con un derecho de paso exclusivo separado del tráfico automovilístico, pero que no está totalmente separado del resto del tráfico como lo está el metro. El tren ligero también suele funcionar con trenes de unidades múltiples en lugar de tranvías individuales. Surgió como una evolución de los tranvías. Los sistemas de tren ligero varían considerablemente en cuanto a velocidad y capacidad. Van desde sistemas de tranvías ligeramente mejorados hasta sistemas que son esencialmente de transporte rápido pero con algunos pasos a nivel.
El término "ferrocarril ligero" es el más utilizado, aunque los sistemas alemanes se denominan "Stadtbahn" (que se traduce como "ferrocarril urbano").

### Metro

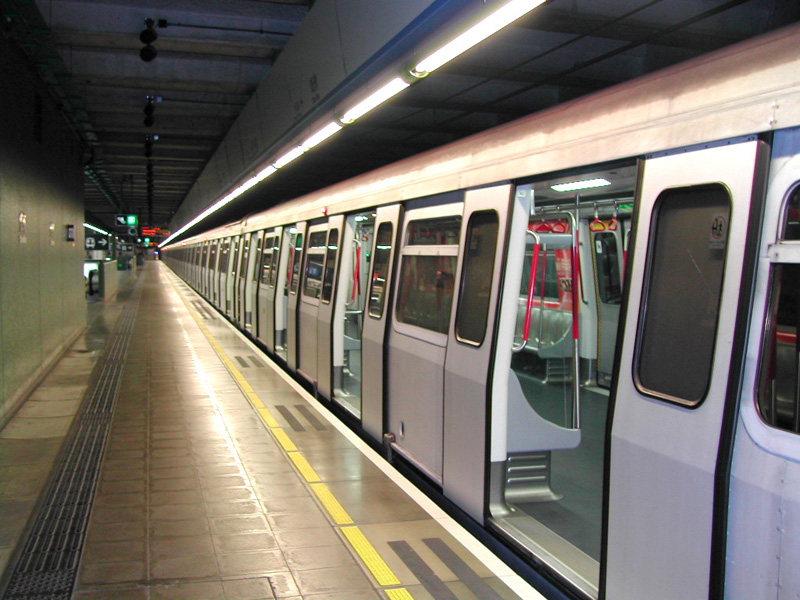
El Metro de Hong Kong opera una red de transporte rápido de gran capacidad.

Un sistema de metro es un ferrocarril -generalmente en una zona urbana- con gran capacidad de pasajeros y frecuencia de servicio, y (normalmente) con una separación total del resto del tráfico (incluido el resto del tráfico ferroviario). Se suele denominar "ferrocarril pesado" para distinguirlo del ferrocarril ligero y de los autobuses de tránsito rápido.
En la mayor parte del mundo estos sistemas son conocidos como "metro", que es la abreviatura de "metropolitano". El término "metro" se utiliza en muchos sistemas americanos, así como en Glasgow y Toronto. El sistema de Londres se llama "Underground", y es comúnmente apodado "tube". Los sistemas de Alemania se llaman "U-Bahn", que significa "Untergrundbahn" (vía subterránea). Muchos sistemas en Asia oriental y sudoriental, como Taipéi, Chennai y Singapur, se denominan MRT, que significa "tránsito rápido masivo". Los sistemas que son predominantemente elevados pueden denominarse "L", como en Chicago, o "Skytrain", como en Bangkok y Vancouver. Otros nombres menos comunes son "T-bane" (en Escandinavia) y "MTR".

### Monorriel

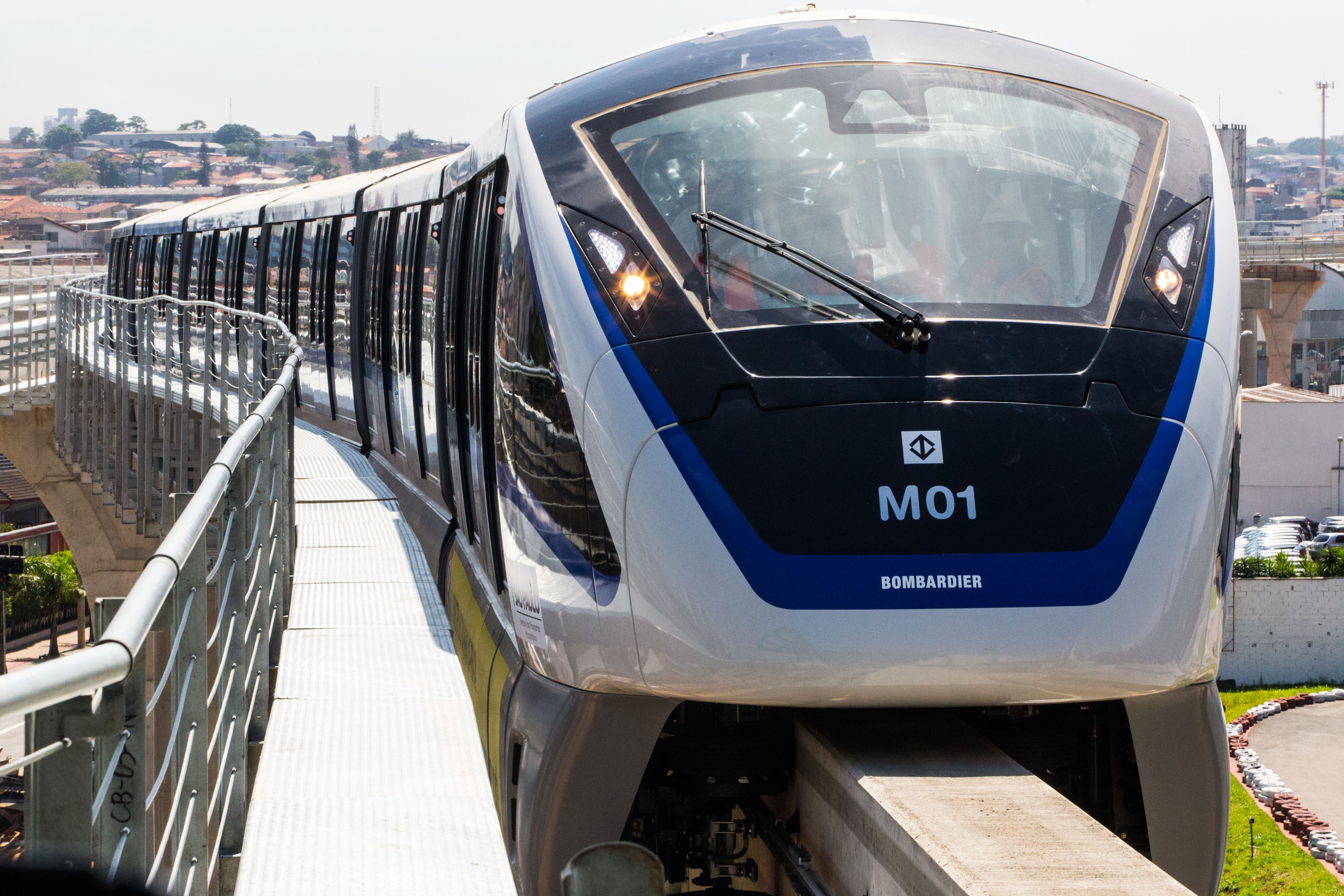
Monorriel de São Paulo en Brasil.

Un monorriel es un ferrocarril en el que la vía consiste en un solo riel, a diferencia de la vía tradicional con dos rieles paralelos.
Coloquialmente, el término «monorriel» se usa a menudo para describir cualquier forma de carril elevado o movimiento de personas. Más exactamente, el término se refiere al estilo de la vía.

### Tren de cercanías

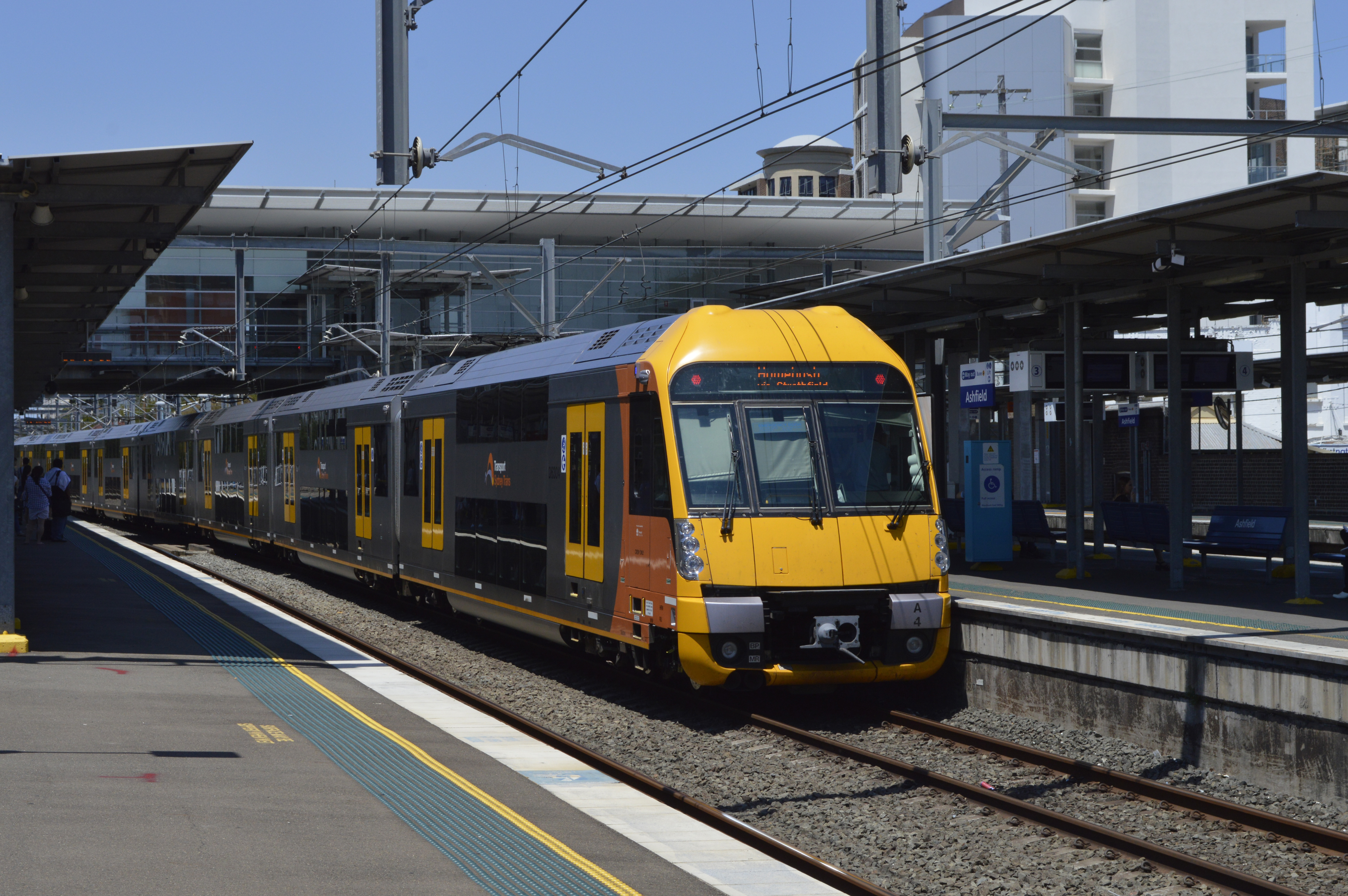
Un conjunto A de Sydney Trains. Sydney Trains opera una gran red de trenes de cercanías en todo Sídney.

Un sistema ferroviario de cercanías, regional o suburbano funciona con un sistema de vías principales que puede compartirse con trenes interurbanos y de mercancías. Los sistemas tienden a funcionar con frecuencias más bajas que los sistemas de tránsito rápido o de ferrocarril ligero, pero tienden a viajar a velocidades más altas, tienen estaciones más espaciadas y cubren distancias totales más largas. Aunque muchos sistemas ferroviarios de cercanías europeos y de Asia oriental funcionan con frecuencias y material rodante similares a los de tránsito rápido, no se califican como tales porque comparten vías con los trenes interurbanos o de carga o tienen pasos a nivel. Por ejemplo, los S-Bahn son sistemas híbridos que combinan las características de los sistemas ferroviarios de tránsito rápido y de cercanías. Generalmente los S-Bahn comparten vías con los trenes de pasajeros y de carga de línea principal, pero las distancias entre las estaciones y el avance del servicio se asemejan a los sistemas de metro.

### Funicular

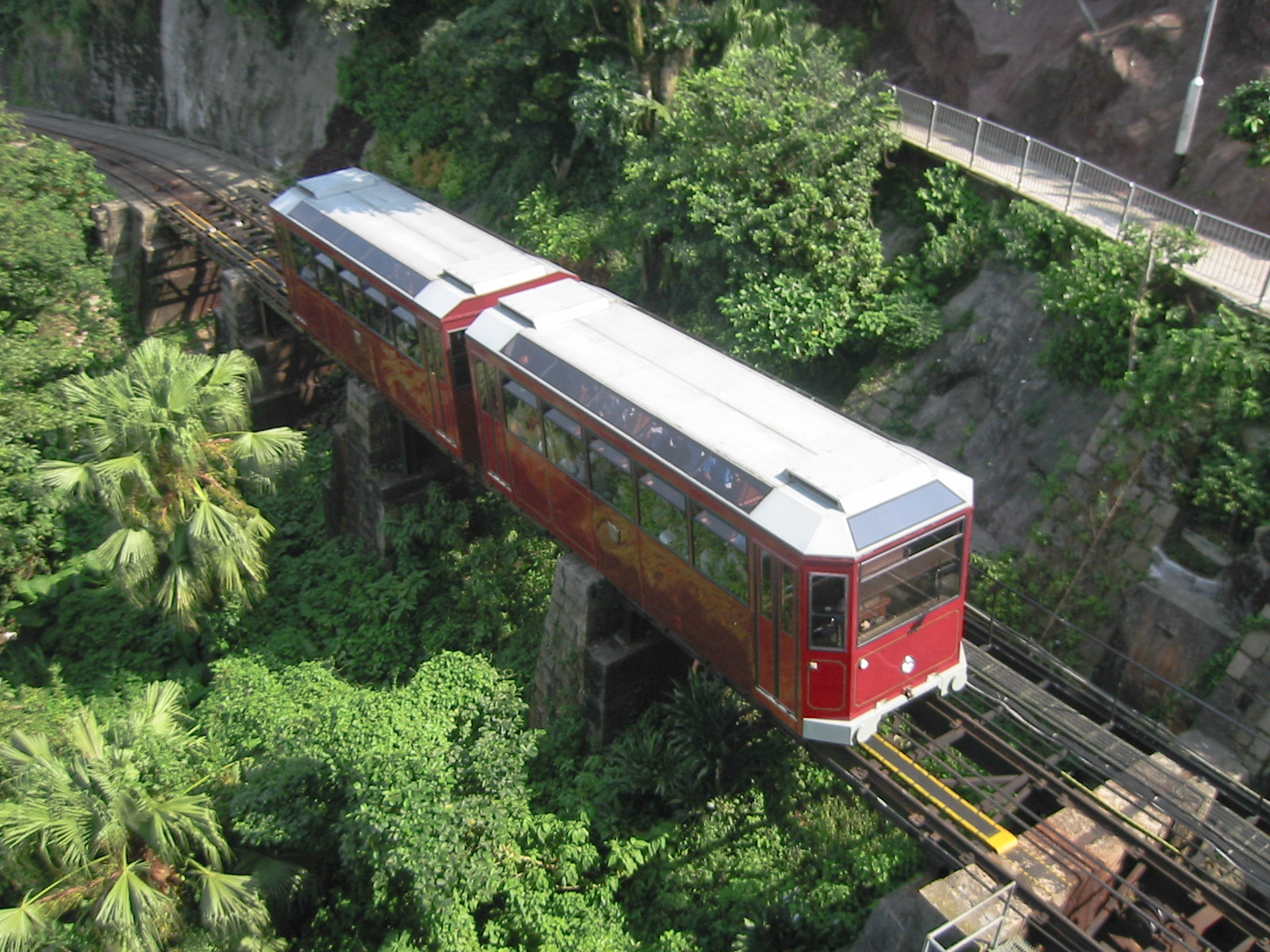
Funicular de la Cumbre Victoria, Hong Kong.

Un funicular es un ferrocarril inclinado impulsado por cables que utiliza el peso de los vagones descendentes para ayudar a tirar de los vagones ascendentes por la pendiente.

### Cuestiones de clasificación

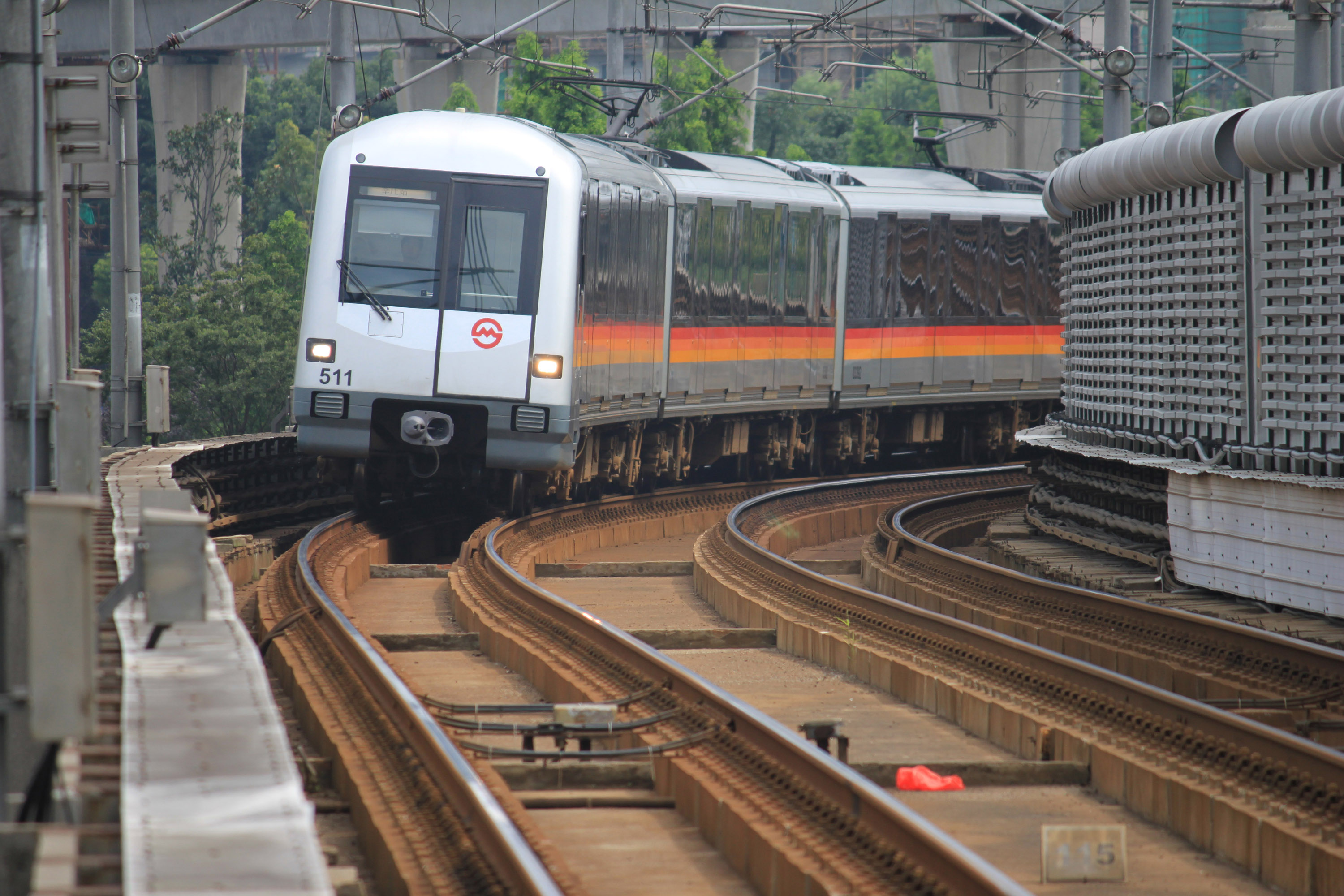
La línea 5 del metro de Shanghái es una línea de metro erróneamente llamada tren ligero.

Los nombres de los organismos de transporte para las líneas no reflejan necesariamente su categorización técnica. Por ejemplo, la línea Verde de Boston se denomina metro, a pesar de que está compuesta en su mayor parte por tramos sobre el suelo. Por el contrario, el Docklands Light Railway de Londres, la Green Line de Los Ángeles y algunas líneas de metro de China se denominan "Light Rail", aunque se califican como de metro porque están totalmente separadas y ofrecen un servicio de alta frecuencia.
Muchas ciudades utilizan nombres como metro y tren elevado para describir sus sistemas completos, incluso cuando combinan ambos métodos de operación. Poco menos de la mitad de las vías del metro de Londres, por ejemplo, son en realidad subterráneas; el metro de la ciudad de Nueva York también combina estaciones elevadas y subterráneas, mientras que la 'L' de Chicago y el SkyTrain de Vancouver utilizan túneles para atravesar las zonas centrales.

### Otros tipos de servicios

#### Autobús guiado

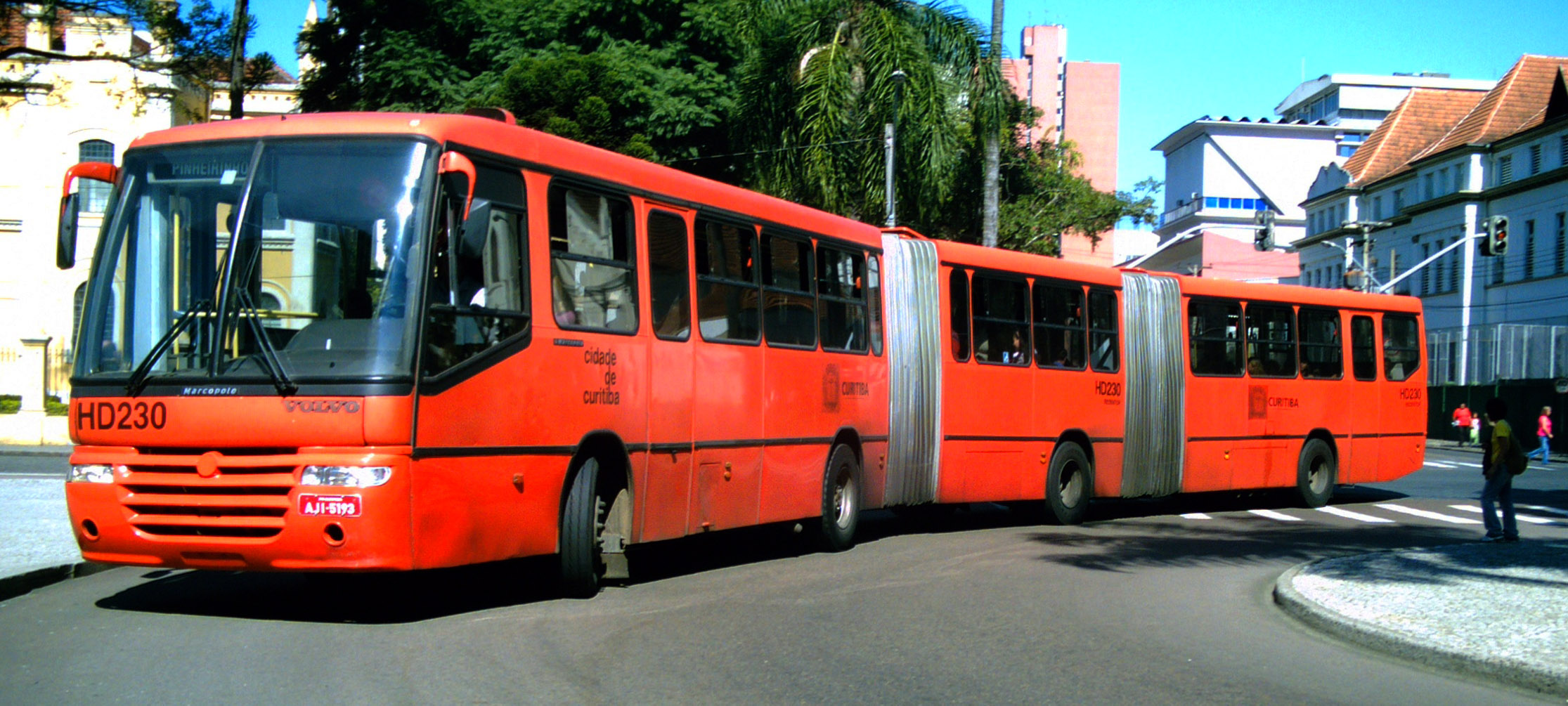
Autobús biarticulado del sistema RIT, en Curitiba, Brasil.

Un autobús comparte muchas características con el tren ligero y los tranvías, pero no corre sobre rieles. Los trolebuses son autobuses que se alimentan desde catenarias. Se han probado experimentalmente vehículos que pueden viajar tanto sobre rieles como sobre carreteras, pero no son de uso común. El término autobús de tránsito rápido se utiliza para referirse a diversos métodos de prestación de servicios de autobuses más rápidos y los sistemas que lo utilizan tienen características similares a las del tren ligero. Algunas ciudades que experimentan con tecnologías de autobuses guiados, como Nancy, han elegido referirse a ellas como "tranvías sobre neumáticos" (tranvías con neumáticos de goma) y les han dado un aspecto de tranvía.

#### Teleférico

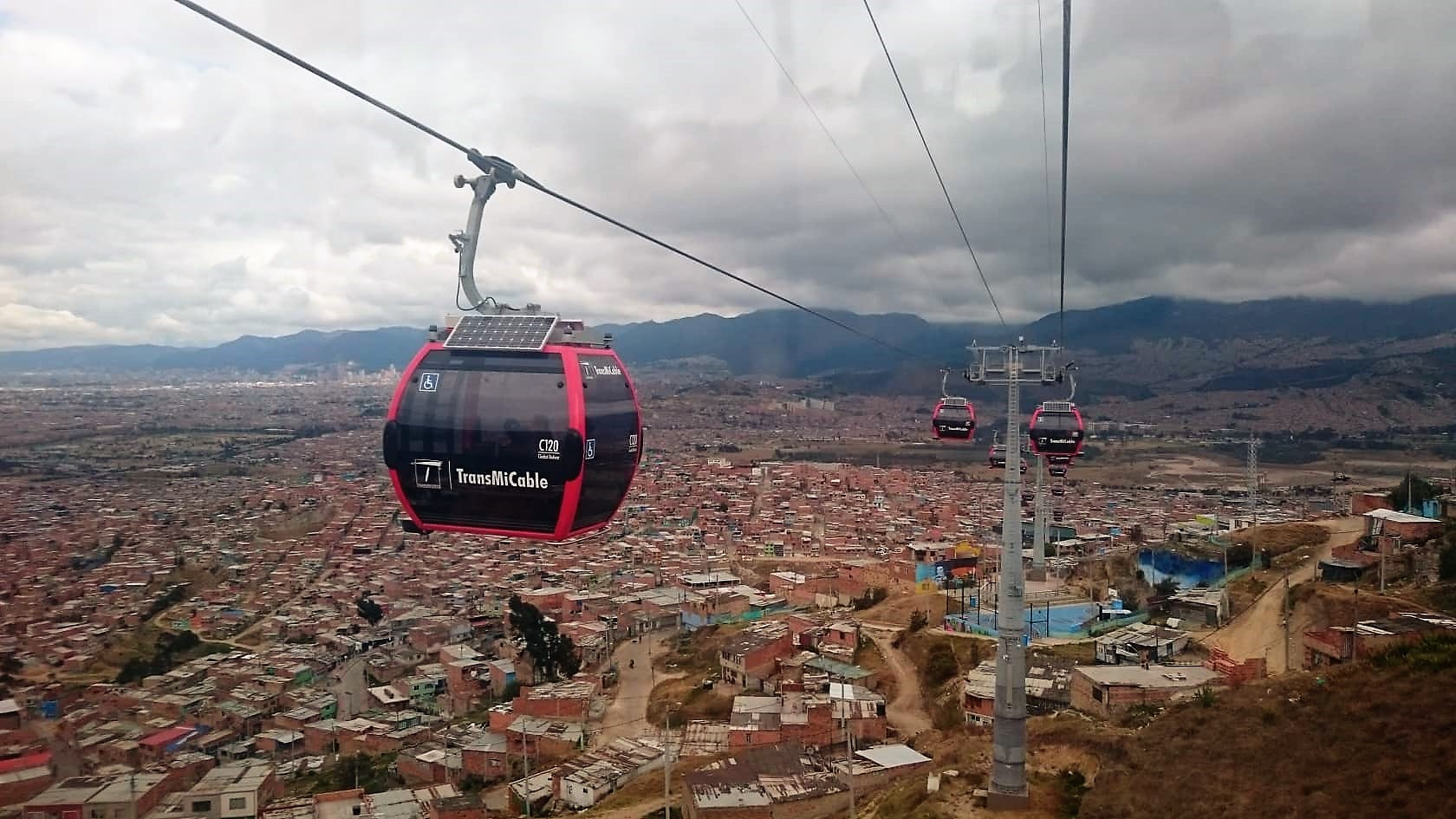
Línea Ciudad Bolívar del TransMiCable en Bogotá, Colombia.

Un teleférico es un sistema de transporte no tripulado aéreo constituido por cabinas colgadas de una serie de cables que se encargan de hacer avanzar a las unidades a través de las estaciones. Cuando las cabinas van por tierra se denomina funicular.

## Economía del transporte ferroviario

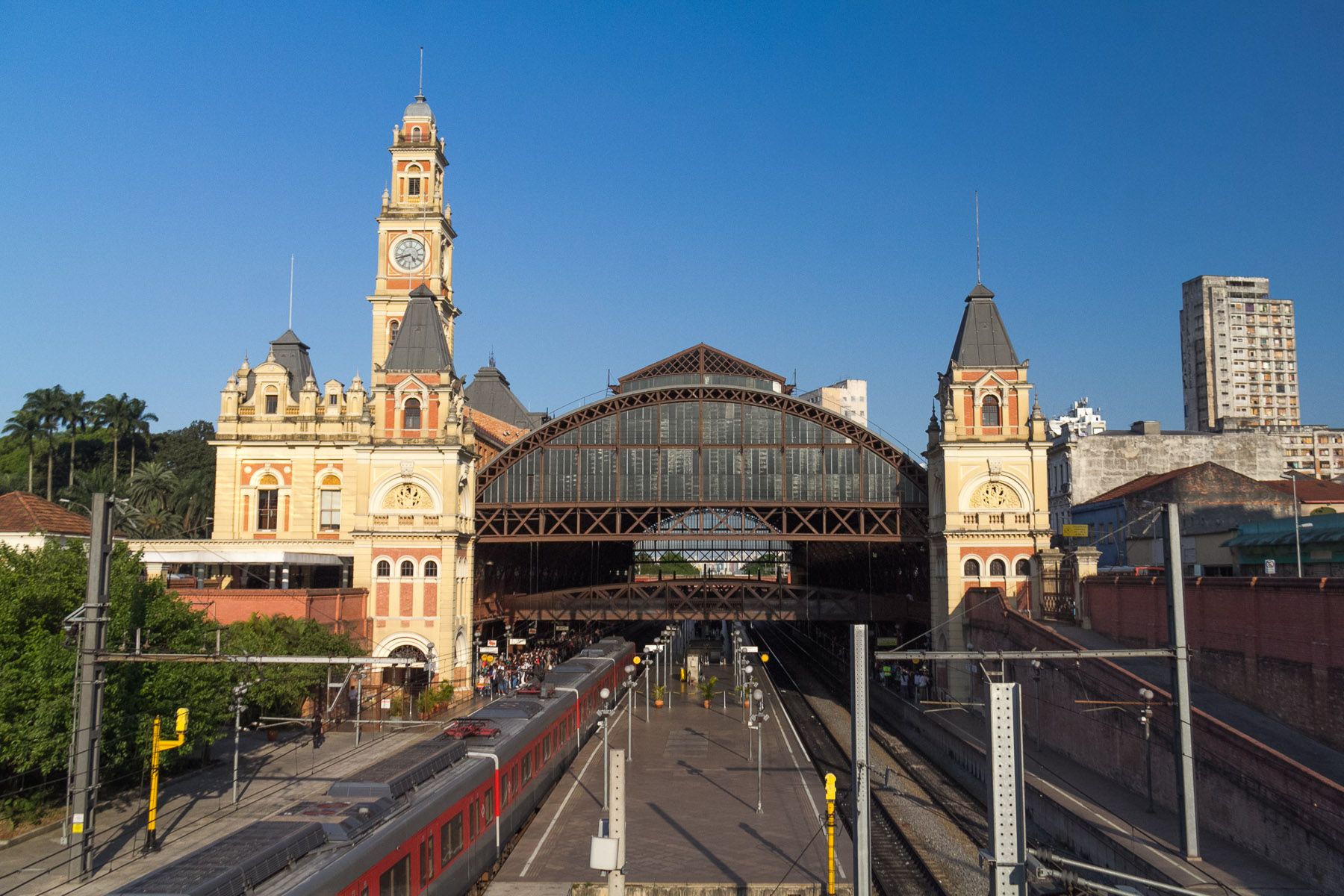
Estación de Luz en São Paulo, Brasil.

En un artículo de 2006, el politólogo Ted Balaker y la planificadora urbana Cecilia Juong Kim afirman que el transporte público por ferrocarril proporciona ciertos beneficios a una comunidad, pero también dicen que los objetivos de los encargados de la formulación de políticas no suelen cumplirse. También afirman que según algunos economistas estadounidenses, contrariamente a la creencia popular, el transporte ferroviario no ha logrado mejorar el medio ambiente, servir a los pobres ni reducir la congestión de las carreteras en los Estados Unidos. También afirman que los economistas son algo más optimistas acerca del impacto del transporte ferroviario en el desarrollo económico.

## Nota
1. ↑  El término «vía» se utiliza aquí para la simplicidad. Técnicamente, el monorriel se sienta o está suspendido de una guía que contiene una estructura singular. Hay una regla adicional generalmente aceptada que el apoyo para el vagón sea más estrecho que el vagón. (Monorail Society, What is a monorail?)